# Spartokidi
Spartokidi (grško Σπαρτοκίδαι, Spartokidai) so bili dinastija heleniziranih tračanskih vladarjev, ki je vladala helenističnemu Bosporskemu kraljestvu med letoma 438 in 108 pr. n. št.
Spartok I., po katerem je dinastija dobila ime, je leta 438 pr. n. št. nasilno odstavil zadnjega vladarja iz prejšnje grške dinastije Arheanaktidov. Slednji so bili tirani Pantikapeja od leta 480 do 438 pr. n. št. Leta 108 pr. n. št. so Bosporsko kraljestvo za kratek čas osvojili  Savmakovi Skiti. 
Najbolj znan vladar in Spartokidske dinastije je bil  Levkon I., ki se je uprl Skitom, razširil kraljestvo preko njegovih prvotnih meja in vladal 40 let. 

## Zgodovina
Spartokidi naj bi bili tračanskega izvora in povezani z odriško dinastijo, ki je vladala v Odriškem kraljestvu. Za Spartoka I. se pogosto misli, da je bil tračanski  plačanec v službi Arheanaktidov, in da je okoli leta 438 pr. n. št. uzurpiral Arheanaktide in postal "kralj" Bosporskega kraljestva. Kraljestvo je takrat obsegalo le nekaj mest, med njimi  Pantikapej. Spartoka je nasledil njegov sin Satir I., ki je nato osvojil številna mesta okoli Pantikapeja, med njimi Nimfej in Kimerik. Satirov sin Levkon I. je še bolj razširil meje spartokidskega kraljestva.  
Levkon I. se je vojskoval tudi z Iksomati, Sindi in Heraklejci. Njegov brat Gorgip je vladal v azijskem delu kraljestva, natančneje v Sindiji, nekdanji prestolnici Sindskega kraljestva. Mesto je, verjetno po sebi, preimenoval v Gorgipijo.
Zdi se, da so spartokidski vladarji vladali skupaj s svojimi sinovi in brati. Levkonova sinova Spartok II. in Perisad I. sta skupaj vladala do Spartokove smrti pet let po prihodu na prestol. Sovladanje je vidno tudi pri Perisadovih otrocih, Satiru II. in Gorgipu II., ki sta oba vladala skupaj s svojim očetom. Isti vzorec je opazen tudi desetletja pozneje med vladavino Spartoka IV. in Levkona II.

## Vojne za širitev kraljestva
Spartokidi so bili vodilne osebnosti bosporskih širitvenih vojn, niza spopadov in obleganj, ki so se dogajali od leta 438 pr. n. št. do okoli 350 pr. n. št., tik pred smrtjo Levkona I. V teh vojnah sta umrla Satir I. in Metrodor in morda Satirov brat Selevk. Satir je umrl med prvim obleganjem Teodozije leta 389 pr. n. št., Metrodorja pa je ubila Tirgatava, katere talec je bil po sporazumu, ki ga je sklenila s Satirom, preden jo je izdal. Po Satirovi smrti leta 389 pr. n. št. se je Levkon vključil v bitko pri Labritaju v dinastičnem sporu med kraljem Sindov Hekatajem in njegovim sinom Oktamasadom. Spor se je končal z Levkonovo zmago in Oktamasadovim izgonom. Nekaj za tem sta Levkon in Gorgip postala vladarja Sindskega kraljestva.  Levkon je leta 365 pr. n. št. začel drugo in okoli leta 360 pr. n. št. tretje obleganje Teodise.  Po osvojitvi jo je priključil k svojemu kraljestvu.  

## Nadaljnje širjenje kraljestva
Perisad I. se je poročil s svojo sestrično, Gorgipovo hčerko Komosarijo, in s poroko postal kralj Sindov. Po poroki je začel vojno proti skitskim plemenom, ker mu niso hotel plačati davka. Med svojo vladavino je zavzel strateško mesto Tanais (sedanji Rostov na Donu) ob izlivu reke Don in k svojim podložnikom dodal več novih nomadskih plemen.

## Državljanska vojna
Po smrti Perisada I. so se Spartokidi okoli leta 309 pr. n. št. zapletli v državljansko vojno. V dinastični spor so bili vključeni Satir II., ki je bil najstarejši in je nasledil prestol, ter Pritan in Evmel, ki sta zahtevala prestol zase. Vojna se je spremenila v dva velika spopada: bitko pri Fati in obleganje prestolnice Sirakov, v katerem je Satir II. padel. Evmel je po porazu svojega starejšega brata poskušal razdeliti kraljestvo s Pritanom, vendar je slednji to zavrnil, kar je privedlo do njegovega končnega poraza blizu Meotskega jezera in usmrtitve. Med Evmelovim vladanjem je Bosporsko kraljestvo doživelo veliko vojaških uspehov. Na Črnem morju je uničilo skoraj vse pirate in bilo dovolj veliko, da se je kosalo z državo Lizimaha, enega od Aleksandrovih mogočnih generalov. Evmelov sin  Spartok III. je obnovil trgovinske sporazume z Atenami in bil prvi spartokidski vladar, ki je prevzel naziv "basileus". Njegov sin ali nečak, Perisad II. je bil nepričakovano aktiven v diplomaciji med kraljestvi diadohov. Omenja se, da je pošiljal veleposlanike k Ptolemaju II. in opravljal pitne daritve z Antigonom II. na Delosu.

## Propad
Bosporsko kraljestvo je začelo propadati zaradi številnih napadov nomadskih skitskih plemen v naslednjih stoletjih, ki so privedli do njegovega padca. Zadnji spartokidski vladarji, Perisad III., Komosarija II., Perisad IV. in Perisad V. so bili pod izjemnim pritiskom Skitov. Perisad V., zadnji iz dinastije, je ponudil svoje kraljestvo Mitridatu VI. Pontskemu v zameno za zaščito svojega ljudstva in sebe. Perisad V. je umrl v Pantikapeju okoli leta 109 pr. n. št., s čimer se je končala vladavina Spartokidov v Kimerskem Bosporju.

## Vladarji
| Kralj                 | Vladal (pr. n. št.) | Soprog(a)              | Komentar |
| --------------------- | ------------------- | ---------------------- | --- |
| Spartok I.            | 438-433             |                        | Uzurpator |
| Satir I.              | 433-389             |                        | Do očetove smrti vladal skupaj z njim. |
| Selevk                | 433-393             |                        | Verjetno brat Satira I. in do njegove smrti njegov sovladar.                                                                                             |
| Levkon I.             | 389-349             | Teodozija              | Teodozija je bila morda hčerka vplivnega bosporskega diplomata Sopaja.                                                                                   |
| Gorgip I.             | 389-349             |                        | Levkonov sovladar, ki je vladal iz azijske prestolnice Gorgipije. Komosarijin oče.                                                                       |
| Spartok II.           | 349-342             |                        | Levkonov sin in do svoje smrti sovladar svojega brata Perisada I.                                                                                        |
| Perisad I.            | 349-310             | Komosarija             | Levkonov sin, sedem let sovladar svojega brata Spartoka, nato samostojen vladar do svoje smrti leta 309 pr. n. št. Komosarija je bila njegova sestrična. |
| Satis II.             | 310                 |                        | Najstarejši Perisadov sin, vladal samo 9 mesecev. |
| Pritan                | 310-309             |                        | Perisadov sin, vladal malo časa. |
| Evmel                 | 309-304             |                        | Perisadov sin. Razširil kraljestvo in bil Lizimahov tekmec.                                                                                              |
| Spartok III.          | 304-284             |                        | Evmelov sin, v Atenah priznan kot kralj Bosporskega kraljestva.                                                                                          |
| Perisad II.           | okoli 284-245       |                        | Sin Spartoka III. |
| Spartok IV.           | okoli 245-240 BC    |                        | Sin Perisada II. |
| Levkon II.            | okoli 240-220 BC    | Alkatoja               | Sin Spartoka IV. |
| Higienont             | okoli 220-200       |                        | Podpornik Spartokidov, arhont do Komosarijine poroke z bratrancem Perisadom III.                                                                         |
| Spartok V.            | okoli 200-180       |                        | Sin Levkona II. |
| Perisad III.          | Komosarija          | Morda sin Spartoka IV. | |
| Komosarija Filoteknos | okoli 180-150       | Perisad III. Argot     | Hčerka Spartoka V. |
| Perisad IV.           | okoli 150-125       |                        | Najstarejši sin Perisada III. in Komosarije. |
| Perisad V.            | 125-108             |                        | Sin Perisada III. in Argote. Zadnji spartokidski vladar Bosporskega kraljestva.                                                                          |

## Družinsko drevo
Družinsko drevo temelji na delu Ferdinanda Justija Iranisches Namenbuch, (Marburg, Berlin, 1884), (Heidelsheim, 1963), stre. 400: